# 草場康郎
草場 康郎（くさば やすろう、1964年5月8日 - ）は、福岡県出身の元プロ野球選手（捕手）。右投右打。

## 来歴・人物
久留米商業高では、2年次の夏に県大会ベスト4になった。
高校卒業後は、西日本短大附高の職員となる。福岡で開催されたロッテオリオンズの入団テストに合格し、1985年オフにドラフト外で入団した。落合博満に絡む1対4のトレードで、ロッテの選手枠があふれたために、一時的に任意引退扱いとなった経験を持つ。
しかし、一軍公式戦出場の無いまま、選手登録はわずか1年で練習生扱いとなった。
その後もロッテに残り、1987年から2004年までブルペン捕手をつとめた。2006年は横浜ベイスターズに在籍。退団後はタクシードライバーとなる。

## 詳細情報

### 年度別打撃成績
- 一軍公式戦出場なし

### 背番号
- 69 （1986年、1988年 - 1990年）
- 79 （1991年 - 1992年）
- 93 （1993年 - 1994年）
- 99 （1995年 - 2004年）
- 105 （2006年）